# Jonas qui aura 25 ans en l'an 2000
Jonas qui aura 25 ans en l'an 2000 é um filme de drama suíço de 1976 dirigido e escrito por Alain Tanner. Foi selecionado como representante da Suíça à edição do Oscar 1977, organizada pela Academia de Artes e Ciências Cinematográficas.

## Elenco
- Max - Jean-Luc Bideau
- Mathilde - Myriam Boyer
- Charles - Raymond Bussières
- Marco Perly - Jacques Denis
- Marcel Certoux - Roger Jendly
- Marguerite Certoux - Dominique Labourier
- Madeleine - Myriam Mézières